# Ростков, Роман Вадимович
Рома́н Вади́мович Ростко́в (род. 24 февраля 1995, Москва, Россия) — российский хоккеист, игравший в составе клуба Латвийской хоккейной лиги «Призма» (Рига).

## Биография
Воспитанник московской школы хоккея («Серебряные Акулы»). Дебютировал в сезоне 2012/2013 в рижской «Призме», выступавшей одновременно в Первенстве молодёжной хоккейной лиги и в чемпионате Латвии.
Вернувшись в Россию, с сезона 2013/2014 представлял кирово-чепецкую «Олимпию» (МХЛ). С 13 января 2015 года перешёл в клуб «Зеленоград» (МХЛ-Б).
В сезоне 2015/2016 представлял клуб Московской студенческой лиги МГТУ им. Баумана.